# Autumn Durald
Autumn Cheyenne Shad Durald (Oxnard, California, 14 de diciembre de 1979), conocida también como Autumn Durald Arkapaw o simplemente Autumn Durald, es una directora de fotografía estadounidense. Fue la directora de fotografía del primer largometraje de Gia Coppola Palo Alto, así como de numerosos vídeos musicales y anuncios publicitarios.

## Biografía
Durald creció en la zona de la bahía de San Francisco. Asistió a la Universidad Loyola Marymount y estudió historia del arte. Después de graduarse, trabajó en publicidad y más tarde como asistente de cámara en películas. Se graduó en el programa de cinematografía del Conservatorio AFI en 2009.
Durald está casada con el director de fotografía australiano Adam Arkapaw, la pareja tiene un hijo, Aedan.

## Filmografía

### Películas de ficción
- Black Panther: Wakanda Forever (2022)
- Mainstream (2020)
- Historia de los Beastie Boys (2020)
- El sol también es una estrella (2019)
- Teen Spirit (2018)
- Uno y dos (2015)
- Palo Alto (2013)
- Guadalupe la Virgen (2011)
- Macho (2009)

### Series de televisión
- Loki (2021) (como Autumn Durald Arkapaw)

### Vídeos musicales
- SZA, The Weeknd, Travis Scott "Power Is Power" (2019)
- Jonas Brothers  "Sucker" (2019)
- The Arcade Fire "Afterlife (live)" (2014)
- Solange Knowles "Lovers in the Parking Lot" (2013)
- London Grammar "Strong" (2013)
- Haim "Falling" (2013)
- Haim "Desert Days" (2013)
- Janelle Monáe "Primetime" (2013)

## Premios
- En 2014, Variety la nombró como uno de los diez "Cinematógrafos a seguir".
- En 2014 Variety la nombró como una de las "Up Next" en su informe de impacto Below The Line.
- En 2014 Indiewire la nombró como una de las "On The Rise: Cinematographers To Watch".